# Березина (хутір)
Березина (Березино) — колишній хутір у Потіївській волості Радомисльського повіту Київської губернії та Свидянській сільській раді Потіївського району Малинської, Коростенської та Волинської округ.

## Історія
До 1923 року — хутір Потіївської волості Радомисльського повіту Київської губернії. У 1923 році включений до складу новоствореної Свидянської сільської ради, котра, від 7 березня 1923 року, стала частиною новоутвореного Потіївського району Малинської округи.
Знятий з обліку населених пунктів до 1 жовтня 1941 року.